# Gün Temür Khan
Pour les articles homonymes, voir Temur.
Gün Temür Khan est un khagan mongol de la dynastie Yuan qui règne de 1400 à 1402.
Il est précédé par Elbek et suivi par Örüg Temür Khan.

## Biographie
Bien qu'aucune source ne nous donne son ascendance, les historiens supposent qu'il est le fils de son prédécesseur, Elbek.
En 1402, Gün Temür fut vaincu par Gulichi (peut-être avec Arughtai), qui le tua. Gulichi s'empare plus tard du titre d'Örüg Temür Khan. Plusieurs années plus tard, Bunyashiri, le fils d'Elbeg Nigülesügchi Khan, retourna en Mongolie et succéda au trône, connu sous le nom d'Öljei Temür Khan.